# バリュート (ガンダムシリーズ)
バリュート (Ballute) は、「バルーン・パラシュート」の略で、アニメ『機動戦士Ζガンダム』『機動戦士ガンダムΖΖ』などのガンダムシリーズに登場する、モビルスーツ (MS) および宇宙艦艇の大気圏再突入用の装備（架空の技術）である。
実在の大気抵抗装置のバリュートに着想を得て、大気圏再突入装置としたものである。また、映画『2010年』においても、木星へ到達した宇宙船レオーノフ号が行った木星の大気圏へ突入する際（抗力によって減速する「大気制動」のため）、同名の装備を使用しているシーンが存在する。

## 概要
MS用装備の場合、機体の胸部および背面へ、ちょうど人間用のパラシュートパックのようにユニットが装備される。このほか、脚部にも装備がある。
突入時は機体が地球に背を向ける形で機体全体を覆うように椀状のエアクッションが展開し、底部のノズルから冷却ガスを噴出して空力加熱からクッション全体を隔離する。このシステムは、MSガンダムに装備されていたとされる「耐熱フィルム（テレビ版）」と「耐熱フィールド（劇場版）」を合わせたものともいえる。突入後は背部から小型のパラシュートを展開して減速した後に背部パーツを切り離し、機体のバーニアと胸部、脚部の増設バーニアを併用しながら最終減速して着地する。着地後は胸部、脚部のパーツも切り離すことが可能である。
戦艦用装備の場合も艦尾を地球側に向け、戦艦を覆うようにしてエアクッションが展開される。
一年戦争当時の大気圏再突入は、コムサイなどの耐熱外殻を持つ専用カプセルで行うのが一般的で、MS単独や艦艇丸ごとの大気圏再入能力の装備・実践は、ガンダムおよびその運用艦であるホワイトベースが初のケースであった。シャア・アズナブルがクラウンなどを従えて大気圏突入直前に攻撃を仕掛けたが、クラウン機以外は撃破され、シャアが搭乗するザクは大気圏に突入前にコムサイへの収容が間に合ったが、クラウンの搭乗するザクはコムサイに戻れず大気圏で燃え尽きている。
グリプス戦役当時には、一年戦争時同様に大気圏再突入のタイミングを狙った奇襲のほか、大気圏外から地上施設への強襲降下手段にも用いられた。また、エゥーゴの旗艦アーガマは、地球上から打ち上げられたガンダムMk-IIを回収するためにバリュートで大気圏上層へ突入し、回収後に離脱している。カクリコン・カクーラーの使用したバリュートがガンダムMk-IIの追加装備フライングアーマーへ接触しただけで破裂していることから、バリュートの構成材質自体は脆いことがうかがえる。
展開すれば事実上無防備になってしまうため、「展開が早すぎれば敵に狙い撃ちにされ、遅すぎれば空力加熱で燃え尽きてしまう」というジレンマを抱えた装備でもある。

## バリュート装備可能の機体

### モビルスーツ
- RMS-106 ハイザック
- RMS-108 マラサイ
- RMS-117 ガルバルディβ
- RGM-179 ジムII
- MSA-003 ネモ
- MSR-099 リック・ディアス
- MSN-00100 百式
- MSZ-010 ΖΖガンダム
- AMX-107 バウ

### 艦船
- アーガマ
- ネェル・アーガマ
- エンドラ級
- サダラーン

## 他の大気圏再突入手段
ガンダムMk-IIはフライングアーマーにより、Ζガンダムおよびその量産機Ζプラスの一部機体は「ウェイブライダー」への変形により、それぞれ大気圏再突入が可能である（いずれも機体下面にショックウェーブを形成し、空力加熱から隔離する）。
雑誌企画『ガンダム・センチネル』に登場したSガンダムは、機体自体は大気圏再突入能力を持たないが、全コクピットが結合した脱出カプセル「コアブロック」は大気圏再突入可能である。また、漫画『機動戦士クロスボーン・ガンダム』では、バリュート装備なしで大気圏へ落とされたクロスボーン・ガンダムX1が、ビームシールドを用いて大気圏再突入を行っている。

## 現実世界への影響
2017年には、JAXAが超小型衛星を大気圏に突入させる実験「EGGプロジェクト」の実証結果を公開する際、「考え方はガンダムの宇宙世紀シリーズでおなじみの」「イメージとしても、Ζガンダムに出てきた"アレ"」との説明が用いられている。